# Gerolamo Rovetta

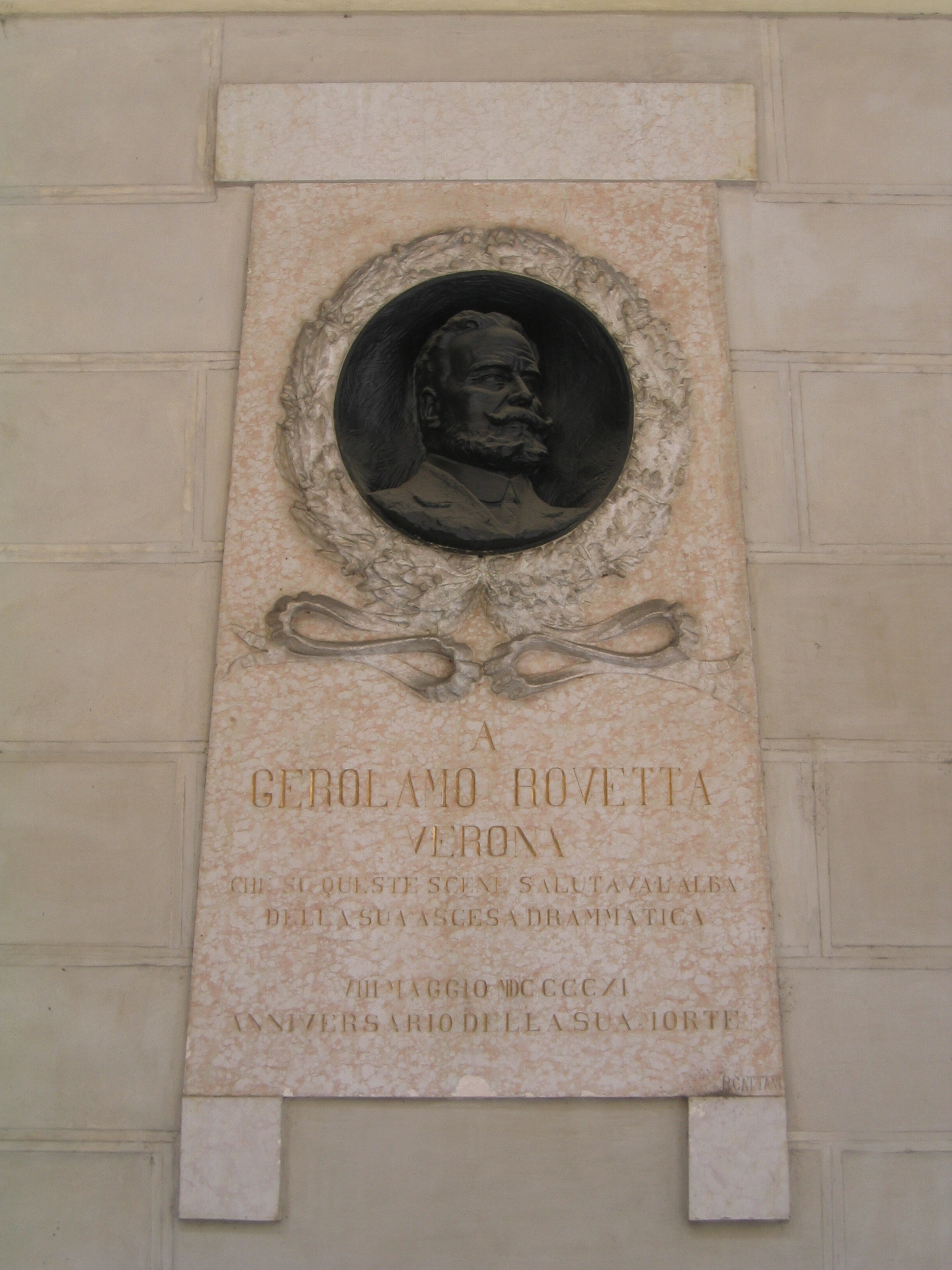
Gerolamo Rovetta, Gedenkstein in Verona

Gerolamo Rovetta (* 30. November 1851 zu Brescia; † 8. Mai 1910 in Mailand) war ein italienischer Romanschriftsteller und Dramatiker.

## Leben
Rovetta entstammte einer vermögenden bürgerlichen Familie. Hauptsächlich lebte er in Mailand und war dort journalistisch tätig. Als Literat gehörte er der Strömung des Verismus an. Zuerst trat er mit einem kritischen Essay, Gli Zulù nella letteratura, an die Öffentlichkeit. Er schrieb etwa 15 Romane und Novellen sowie ungefähr 20 Dramen, die aus dem Alltag der lombardischen Gesellschaft nach 1870 berichten. Seine Romane erfreuten sich großer Beliebtheit und stellen wichtige Zeitdokumente dar. Einzelnes wurde auch ins Deutsche übertragen.
Am bekanntesten wurde Rovettas noch lange nach seinem Tod auf italienischen Bühnen aufgeführtes historisches Drama Romanticismo (Turin 1901). Es spielt zur Zeit des Risorgimento in der Lombardei und erzählt aus dem Leben des Grafen Vitaliano Lamberti, der aufgrund seines Patriotismus wieder die Anerkennung seiner Gemahlin erlangt, die eine Beziehung mit einem anderen Mann hatte eingehen wollen.

## Weitere Werke (Auswahl)
- Un volo dal nido, Komödie, Verona 1877
- La moglie di Don Giovanni, Drama, Verona 1877
- Collera cieca!, Komödie, Verona 1878
- Scellerata, Komödie, Mailand 1882
- Mater dolorosa, Roman, Mailand 1882
- Ninnoli, Erzählungen, Mailand 1882
- La Contessa Maria, Drama, Mailand 1883
- Sott' acqua, Roman, Mailand 1883
- Il processo Montegù, Roman, Mailand 1884
- I Barbarò o Le lacrime del prossimo, Roman. 2 Bände, Mailand 1888
- Alla Città di Roma, Komödie, Mailand 1888
- La Trilogia di Dorina, Komödie, Mailand 1890
- I disonesti, Drama, Mailand 1893
- La baraonda, Roman, Mailand 1894
- La realtà, Drama, Mailand 1895
- Il Tenente dei lancieri, Roman, Mailand 1896
- La signorina, Roman, Mailand 1899
- Il re burlone, Drama, Mailand 1905
- Papà Eccelenza, Drama, Mailand 1908